# Peter Lind Hayes
Peter Lind Hayes, pseudonimo di Joseph Conrad Lind (San Francisco, 25 giugno 1915 – Las Vegas, 21 aprile 1998), è stato un attore e compositore statunitense.

## Biografia
Peter Lind Hayes nacque a San Francisco, in California, figlio dell'artista Grace Hayes (1895-1989). Trascorse l'infanzia nell'Illinois meridionale, per poi andare a scuola a New Rochelle, nello stato di New York.
Hayes iniziò la propria carriera negli anni '30 come attore di cinema, continuando l'attività nel decennio successivo per poi dedicarsi prevalentemente alla televisione negli anni '50. Apparve frequentemente con la moglie Mary Healy anch'ella attrice, che aveva sposato nel 1940. La più celebre apparizione cinematografica della coppia risale al 1953 nel film Le 5000 dita del Dr. T, esperienza dopo la quale l'attore condusse The Peter Lind Hayes Show (1950-51) e Peter Loves Mary (1960-61), programmi televisivi che però ebbero breve durata.
Nel 1961, Hayes e Healy pubblicarono la loro biografia dal titolo Twenty-Five Minutes from Broadway, pubblicata da Duell, Sloan and Pearce. Il titolo trasse ispirazione dal musical di George M. Cohan, Forty-five Minutes from Broadway. Nel 1964, Hayes e la moglie Healy apparvero in diverse occasioni come ospiti dei quiz televisivi To Tell the Truth, Password e What's My Line?.

## Morte
Peter Lind Hayes morì a Las Vegas nel 1998, all'età di 82 anni, lasciando la moglie e due figli, Peter Michael Hayes e Cathy Lind Hayes.

## Filmografia parziale
- Million Dollar Legs, regia di Nick Grinde (1939)
- Tre ragazze e un caporale (Seven Days' Leave), regia di Tim Whelan (1942)
- Vittoria alata (Winged Victory), regia di George Cukor (1944)
- Le 5000 dita del Dr. T (The 5,000 Fingers of Dr. T.), regia di Roy Rowland (1953)
- Peter Loves Mary - serie TV, 32 episodi (1960-1961)
- Quando baci una sconosciuta (Once You Kiss a Stranger...), regia di Robert Sparr (1969)
- Cercando di uscire (Lookin' to Get Out), regia di Hal Ashby (1982)